# Dżibuti na Mistrzostwach Świata w Lekkoatletyce 2009
Dżibuti na Mistrzostwach Świata w Lekkoatletyce 2009 – reprezentacja Dżibuti podczas czempionatu w Berlinie liczyła 1 członka. Odpadł on w eliminacjach swojej konkurencji.

## Występy reprezentantów Dżibuti

### Mężczyźni
- Bieg na 800 m
  - Mahamoud Farah z czasem 1;48,23 zajął ostatecznie 33. miejsce